# Конвой QP 15
Конвой QP 15 (англ. Convoy QP 15) — зворотній арктичний конвой транспортних і допоміжних суден у кількості 31 одиниці, який у супроводженні союзних кораблів ескорту здійснив перехід з північних портів Радянського Союзу після доставки туди свого вантажу до берегів Ісландії. 17 листопада 1942 року конвой вийшов з архангельського порту і попрямував до шотландських берегів. Конвой QP 15 став останнім під літерою QP.
В ході атак німецьких підводних човнів було потоплено 2 транспорти й загинув через штормову погоду радянський есмінець «Сокрушительний».

## Історія
Конвой QP 15 спочатку складався з 31 торгового судна, більшість з яких прибуло з конвоєм PQ 18. Комодором конвою був капітан WC Мік на «Темпл-Арці». Близький супровід складався з чотирьох корветів і протимінного тральщика. Пізніше до них приєднався океанський ескорт з п'яти есмінців, а ще п'ять приєдналися в ході переходу. Ескорт доповнили допоміжний крейсер ППО Ulster Queen і КАТ судно Empire Morn. Далеке прикриття забезпечували сили з двох крейсерів і трьох есмінців, а підводні патрулі були встановлені біля норвезьких портів, щоб протистояти будь-яким вилазкам німецьких надводних кораблів.
Командування Крігсмаріне в Арктиці виставило на перехоплення конвою QP 15 патрульну лінію (під кодовою назвою «Бореас») з десяти підводних човнів у Норвезькому морі та угруповання Люфтваффе, хоча військова авіація не взяла участі в атаках через погану погоду.
17 листопада 1942 року конвой вийшов з архангельського порту у супроводі місцевого ескорту з чотирьох тральщиків, а наступного дня до нього приєдналися два радянських есмінці. Два кораблі сіли на мілину після виходу з гавані, і їх довелося залишити. Їх спустили на воду і повернули в порт. 20 листопада до конвою приєднався океанський ескорт із п'яти есмінців.
20 листопада розігрався жорстокий 11-бальний шторм. Радянські кораблі розсіялися у відкритому морі та стали повертатися на базу поодинці. Лідер есмінців «Баку» був сильно пошкоджений, але зумів повернутися в порт. О 14:30 ударами хвиль була відірвана і через 10 хвилин затонула разом з 6 матросами корма «Сокрушительного». На допомогу «Сокрушительному» прийшли есмінці «Куйбишев», «Урицький» і «Розумний». 191 особа була знята, але 30 моряків під час рятувальних робіт загинуло. 21 листопада в 15.30 кораблі, які провадили рятувальні роботи, пішли в базу для дозаправлення паливом. На «Сокрушительному» залишилося 13 матросів і два офіцери, але усі наступні спроби знайти постраждалий корабель не увінчалися успіхом; ймовірно, він затонув незабаром після відходу есмінців. Велика частина офіцерського складу на чолі з командиром полишили есмінець до евакуації всього екіпажу, за що командир корабля був згодом розстріляний.
23 листопада підводний човен U-625 атакував і потопив британське вантажне судно Goolistan. Пізніше того ж дня U-601 випустив ряд торпед по радянському вантажному судну «Кузнець Лесов», одна з яких вразила його і потопила; обидва судна затонули з усіма членами екіпажу.
30 листопада 1942 року конвой прибув до озера Лох Ю.

## Кораблі та судна конвою QP 15
Позначення

### Транспортні судна
Позначення
| Назва                       | Прапор          | Тоннаж (GRT) | Прим.                                                                   |
| --------------------------- | --------------- | ------------ | ----------------------------------------------------------------------- |
| «Андре Марті» (1918)        | СРСР            | 2 352        |                                                                         |
| «Бєломорканал» (1936)       | СРСР            | 2 900        |                                                                         |
| Charles R. McCormick (1920) | США             | 6 027        |                                                                         |
| Copeland (1923)             | Велика Британія | 1 526        | рятувальне судно конвою                                                 |
| Dan-y-Bryn (1940)           | Велика Британія | 5 117        | судно віце-командора конвою                                             |
| Empire Baffin (1941)        | Велика Британія | 6 978        |                                                                         |
| Empire Morn (1941)          | Велика Британія | 7 092        | КАТ судно                                                               |
| Empire Snow (1941)          | Велика Британія | 6 327        |                                                                         |
| Empire Tristram (1942)      | Велика Британія | 7 167        |                                                                         |
| Esek Hopkins (1942)         | США             | 7 191        | Судно класу «Ліберті»                                                   |
| Goolistan (1929)            | Велика Британія | 5 851        | 23 листопада британське суховантажне судно потоплене німецьким ПЧ U-625 |
| Hollywood (1920)            | США             | 5 798        |                                                                         |
| «Комілес» (1932)            | СРСР            | 3 966        |                                                                         |
| «Кузнець Лесов» (1933)      | СРСР            | 3 974        | 23 листопада радянське суховантажне судно потоплене німецьким ПЧ U-601  |
| Lafayette (1919)            | США             | 5 887        |                                                                         |
| Meanticut (1921)            | США             | 6 061        |                                                                         |
| Nathanael Greene (1942)     | США             | 7 177        | судно класу «Ліберті»                                                   |
| Ocean Faith (1942)          | Велика Британія | 7 173        |                                                                         |
| Patrick Henry (1942)        | США             | 7 191        | перше судно класу «Ліберті»                                             |
| «Петровський» (1921)        | СРСР            | 3 771        |                                                                         |
| Sahale (1919)               | США             | 5 028        |                                                                         |
| Schoharie (1919)            | США             | 4 971        |                                                                         |
| St. Olaf (1942)             | США             | 7 191        | судно класу «Ліберті»                                                   |
| «Тбілісі» (1912)            | СРСР            | 7 169        |                                                                         |
| Temple Arch (1940)          | Велика Британія | 5 138        | Флагманське судно командора транспортного конвою                        |
| Virginia Dare (1942)        | США             | 7 176        | судно класу «Ліберті»                                                   |
| White Clover (1920)         | Панама          | 5 462        |                                                                         |
| William Moultrie (1942)     | США             | 7 177        | судно класу «Ліберті»                                                   |

### Кораблі ескорту
| Кораблі ескорту          |                                         |                                        |                                                                                     |
| Ближній ескорт           |                                         |                                        |                                                                                     |
| «Баку»                   | Військово-морський флот СРСР            | лідер ескадрених міноносців проєкту 38 | Північний флот ВМФ СРСР 20-21 листопада отримав серйозні пошкодження під час шторму |
| «Сокрушительний»         | Військово-морський флот СРСР            | ескадрений міноносець типу 7           | Північний флот ВМФ СРСР 22 листопада затонув унаслідок шторму                       |
| «Брітомарт»              | Військово-морські сили Великої Британії | тральщик типу «Гальсіон»               |                                                                                     |
| «Хазард»                 | Військово-морські сили Великої Британії | тральщик типу «Гальсіон»               |                                                                                     |
| «Саламандер»             | Військово-морські сили Великої Британії | тральщик типу «Гальсіон»               |                                                                                     |
| «Шарпшутер»              | Військово-морські сили Великої Британії | тральщик типу «Гальсіон»               |                                                                                     |
| Океанський ескорт        |                                         |                                        |                                                                                     |
| «Бергамот»               | Військово-морські сили Великої Британії | корвет типу «Флавер»                   |                                                                                     |
| «Блюбелл»                | Військово-морські сили Великої Британії | корвет типу «Флавер»                   |                                                                                     |
| «Бріоні»                 | Військово-морські сили Великої Британії | корвет типу «Флавер»                   |                                                                                     |
| «Камеллія»               | Військово-морські сили Великої Британії | корвет типу «Флавер»                   |                                                                                     |
| «Еко»                    | Військово-морські сили Великої Британії | ескадрений міноносець типу «E»         |                                                                                     |
| «Фокнор»                 | Військово-морські сили Великої Британії | лідер ескадрених міноносців типу «F»   |                                                                                     |
| «Форестер»               | Військово-морські сили Великої Британії | ескадрений міноносець типу «F»         |                                                                                     |
| «Гальсіон»               | Військово-морські сили Великої Британії | тральщик типу «Гальсіон»               |                                                                                     |
| «Ікарус»                 | Військово-морські сили Великої Британії | ескадрений міноносець типу «I»         |                                                                                     |
| «Імпалсів»               | Військово-морські сили Великої Британії | ескадрений міноносець типу «I»         |                                                                                     |
| «Інтрепід»               | Військово-морські сили Великої Британії | ескадрений міноносець типу «I»         |                                                                                     |
| «Юно»                    | ВМС Вільної Франції                     | підводний човен типу «Мінерв»          |                                                                                     |
| «Ледбарі»                | Військово-морські сили Великої Британії | ескортний міноносець типу «Хант»       |                                                                                     |
| «Міддлтон»               | Військово-морські сили Великої Британії | ескортний міноносець типу «Хант»       |                                                                                     |
| «Маскітер»               | Військово-морські сили Великої Британії | ескадрений міноносець типу «M»         |                                                                                     |
| «Оклі»                   | Військово-морські сили Великої Британії | ескортний міноносець типу «Хант»       |                                                                                     |
| «Онслот»                 | Військово-морські сили Великої Британії | ескадрений міноносець типу «O»         |                                                                                     |
| «Обдурате»               | Військово-морські сили Великої Британії | ескадрений міноносець типу «O»         |                                                                                     |
| «Оруелл»                 | Військово-морські сили Великої Британії | ескадрений міноносець типу «O»         |                                                                                     |
| HMS Ulster Queen (F118)  | Військово-морські сили Великої Британії | спеціальний допоміжний корабель ППО    |                                                                                     |
| Крейсерська група конвою |                                         |                                        |                                                                                     |
| «Лондон»                 | Військово-морські сили Великої Британії | Важкий крейсер типу «Каунті»           |                                                                                     |
| «Саффолк»                | Військово-морські сили Великої Британії | Важкий крейсер типу «Каунті»           |                                                                                     |
| «Сідог»                  | Військово-морські сили Великої Британії | підводний човен типу «S»               |                                                                                     |
| «Треспассер»             | Військово-морські сили Великої Британії | підводний човен типу «T»               |                                                                                     |
| «Уредд»                  | Військово-морські сили Норвегії         | підводний човен типу «U»               |                                                                                     |